# Frygisk
En Frygisk skala er en af kirketonearterne. Tager man E som grundtone og spiller man udelukkende på de hvide tangenter, har vi en Frygisk skala (= ren mol-skala med sænket 2.trin)
Den er almindeligt forekommende i flamenco og senere blevet tager i brug i heavy metal.